# Єжи Потоцький
Єжи Потоцький на Підгайцях (пол. Jerzy Potocki; правдоподібно, 1670 — 1747) — польський шляхтич гербу Срібна Пилява, урядник.

## Життєпис
Народився, правдоподібно, у 1670 році. Наймолодший син Фелікса Казимира Потоцького (1630—1702) та його першої дружини Кристини Любомирської (пом. 1669). 
Уряди (посади): староста грабовецький, тлумацький (у 1738 році відступив сину Евстахію), дубенківський (дубенський); у 1731 році відступив сину Евстахієві; центр — Дубно (нині — Дубенка; пол. Dębno, Dubno, Dubienka), староство розташовувалося в Городельському повіті Белзького воєводства).

### Сім'я
Вперше одружився після 1703 року з Маріанною з Линевських. Дочка — Марія Йоанна (пом. 18 жовтня 1726 року), дружина равського воєводи Станіслава Вінцентія Яблоновського.
Друга дружина — Констанція з Підберезьких (Друцьких-Підберезьких, пом. 1730) — маршалківна упитська, вдова плоскирівського, болімувського старости Марціна Леопольда Замойського (пом. 1718). Діти:
- Евстахій, дружина — Марія (Маріанна) з Концьких (Контських), дочка генерального подільського старости Яна Станіслава Контського[14],
- Мар'ян — черкаський і грабовецький староста, маршалок утвореної 26 квітня 1768 р. конфедерації Галицької землі,
- Пелагея — друга дружина львівського каштеляна, графа Юзефа Потоцького,
- Катажина — дружина кам'янського каштеляна Станіслава Коссаковського[4].

### Маєтості
Посідав села Хрептіїв, Джуржівку, Данківці (поблизу Кам'янця) у Подільському воєводстві.